# City Hunter : La Mort de City Hunter
City Hunter : La Mort de City Hunter (シティーハンタースペシャル 緊急生中継！？凶悪犯冴羽リョウの最期, Shitī Hantā: Kinkyū chūkei!? Kyōaku han Saeba Ryō no saigo, litt. City Hunter : Flash spécial !? La Mort de Ryô Saeba), ou anciennement City Hunter : La Mort de Ryo Saeba, est un téléfilm d'animation japonais réalisé par Masaharu Okuwaki, diffusé en avril 1999 au Japon, basé sur le manga City Hunter.

## Synopsis
Le film débute avec un dénommé Mad Dog, homme de main de Jack Knife, exécutant Jack Douglas dans un train. Jack Knife, président de la chaîne de télévision Megacity Television, mais aussi vieil ami de Ryô Saeba, décide de tendre un piège à ce dernier. Il cherche ainsi à tester Ryô afin de pouvoir l'affronter s'il survit. Pour ce faire, il fait appel aux services de la présentatrice Sayaka Asagari, qui l'engage comme garde du corps, du fait qu'elle a été le témoin du meurtre de Jack Douglas, le directeur de la chaine pour laquelle elle travaille. De plus, la bague qu'elle porte au doigt est empoisonnée : elle ne peut l'enlever sans déclencher le poison et de ce fait elle ne peut fuir la chaine de télévision. Pendant qu'ils tentent de les tuer, Megacity Television filme les événements, les trafique, et le diffuse à la télévision.
Ryô, sa partenaire Kaori et Sayaka, décident de se cacher dans la pension du Haut-Château. Là, ils sont repérés par Megacity, qui est devancée par le commissaire Nogami, connaissance de Ryô mais aussi chargée d'enquête, qui les aide à s'échapper. S'échappant à l'aide d'une voiture de police, Ryô et Sayaka sont attaqués par Mad Dog à bord d'un hélicoptère. Umibôzu (alias Falcon), qui a compris que Meacity TV ne diffusaient que des fausses informations, décide d'aider Ryô à d'échapper.
De son côté, après avoir été abandonnée par Ryô afin qu'elle ne soit pas blessée, Kaori décide de se rendre d'elle-même au bâtiment de la chaîne pour parler au président. Sur place, elle est prise en otage. Miki, épouse de Umibôzu, prévient Ryô, qui part directement à la recherche de Kaori, mais en chemin, il est attaqué par les milices de Jack Knife. Il les combat aux côtés de Umibôzu, qui estime être le seul légitime à devoir tuer Ryô. Après les avoir tous vaincus, Ryô s'infiltre dans le bâtiment de Megacity, et affronte tous les hommes de main de Jack Knife, y compris Madd Dog qu'il est le dernier à tuer avant de s'engager dans un duel avec Jack Knife sur le plateau Z, qui contient une reconstitution de Shinjuku. À ce moment, Jack révèle que la vraie Sayaka est enfermée avec Kaori, et que la Sayaka qui l'accompagne est une de leurs anciennes amies, qui s'est faite passer pour la présentatrice pour attirer Ryo dans son piège.

## Fiche technique
- Titre français : City Hunter : La Mort de City Hunter
- Titre original : シティーハンタースペシャル 緊急生中継！？凶悪犯冴羽リョウの最期 (City Hunter - Kinkyû chûkei!? Kyôaku han Saeba Ryô no saigo)
- Sortie : 23 avril 1999
- Durée : 90 minutes
- Production japonaise : Sunrise, Yomiuri TV, Victor Entertainment
- Réalisation : Masaharu Okuwaki
- Scénario : Nobuaki Kishima
- Direction de l'animation : Shinichi Sakuma
- Direction artistique : Seiji Sugawara
- Musique : Tatsumi Yano
- Direction du son : Yasuo Uragami
- Character Design : Keiichi Sato
- Mechanical Design : Tsutomu Miyazawa
- Licence :
  -  France : Déclic Images, puis Dybex

## Distribution notable
- Ryô Saeba : Vincent Ropion

## Produits dérivés
En France, le film est publié en édition collector en 2006, puis en un coffret DVD par Dybex,.